# Elin Ørjasæter
Elin Ørjasæter född 25 februari 1962 i Bærum, är en norsk ekonom och författare.
Ørjasæter har studerat ekonomisk geografi. Har varit informationschef i bank och utgivit två barnböcker. 
Hon var mellan åren 2005 och 2007 personalchef i Damm forlag. Hon är tidigare känd som en i Norge respekterad headhunter, speciellt inom kultursektorn och har bland annat rekryterat ledare till Nasjonalmuseet, Nationaltheatret, Oslo Filharmoniske orkester, Nasjonalbiblioteket och Festspillene i Bergen.
Elin sade upp sin anställning i Damm forlag i februari 2007 på grund av att hon ville koncentrera sig på sina uppdrag som författare och skribent.